# 碧绿丘陵地带
碧绿丘陵地带是1991年Mega Drive游戏《索尼克》的第一关，由安原廣和设计，中村正人谱曲。碧绿丘陵地带被茂密植被覆盖，是无数丛林动物的家园，可供玩家熟悉游戏的基本操作。全关按游戏惯例分为三幕，在第三幕，索尼克将同大反派蛋头博士直接对决，之后会进入下一关「古迹地带」。
评论者大力称赞了碧绿丘陵地带的关卡设计和音乐效果，普遍认为是索尼克系列乃至电子游戏界的经典。《索尼克大冒险2》、《索尼克 世代》、《索尼克 狂热》和《音速小子 武力》中均含有模仿初代的同名关卡，系列中其他风格相近的关卡也备受评论者关注。

## 历史
碧绿丘陵地带位于南方小岛:4 ，该处被茂密植被覆盖，又拥有特色景物，包括自然伸展的棕榈树和不堪重压的悬崖:7。作为游戏第一关，出现了斜坡 、圆形轨道、隧道、跳板、跑鞋:7及存档点:5等游戏元素。森林里的小动物是碧绿丘陵地带的主人，但蛋头博士早在游戏开场前，就把小动物们关入其手下的机器人体内，索尼克必须彻底销毁他们，来为小动物们带来自由:2。该关卡由三幕组成，在第三幕最后会触发头目战:10，击退蛋头博士之后，索尼克会进入第二关，即以熔岩为主题的古迹地带（Marble Zone）:7。
世嘉当时曾计划组建新小组，用于创作一个能跟任天堂的马力欧相抗衡的角色，15人小组Sonic Team便应运而生，并在不久之后开发了初代游戏。安原广和负责关卡设计 ，DREAMS COME TRUE樂團的團長中村正人负责谱写关卡音乐。关卡设计的灵感来源于美国加州，全游戏的色彩设计则受到了通俗艺术家铃木英人作品的影响。在初代游戏中，碧绿丘陵地带是以2D横向卷轴形式呈现，但在2001年游戏《索尼克大冒险2》中则以全3D形式隐藏关的身份出现，玩家通过达成游戏目标，收集游戏全部的180个徽章才可解锁。2011年发行的《索尼克世代》融入了之前系列游戏作品的元素，重新添入前作的知名关卡并以2D（“经典”）以及3D（“现代”）版本呈现，碧绿丘陵地带也被收录其中。2017年，碧绿丘陵地带再度出现在《索尼克狂热》和《索尼克：力量》中，但由于蛋头博士的资源开发，《索尼克：力量》中的碧绿丘陵地带已略显沙漠化。
除此之外，在2.5D格斗游戏《索尼克大乱斗》，体育电子游戏《世嘉超级巨星网球》、《马里奥与索尼克在索契2014冬季奥运会》，手机游戏《索尼克向前冲》，跨角色冒险游戏《乐高：维度》，跨角色格斗游戏《任天堂明星大乱斗X》、3DS版《任天堂明星大乱斗》、《任天堂明星大乱斗 特別版》以及《电击文库 格斗巅峰》中均存在碧绿丘陵风格的场景。2020年索尼克真人电影的上映，令碧绿丘陵这一游戏场景在电影世界中得以呈现，剧本设定此处为索尼克的故乡；碧绿丘陵也被认为是蒙大拿州虚拟小镇绿丘镇的命名由来。

## 反响

### 媒体评价
本关从初代推出以来就好评声不断，其配乐则更受青睐。MakeUseOf的克雷格·斯奈德（Craig Snyder）将碧绿丘陵地带列为游戏界中的五大关卡，称它是“供玩家小试牛刀的绝妙场所”。Game Informer的提姆·图里（Tim Turi）发现关卡音乐很“悦耳”，Complex的凯文·王（Kevin Wong）将本关音乐列入“16位元主机时代游戏的十三大音乐”名单。2010年，世嘉的社群主管艾伦·韦伯（Aaron Webber）从一次旅游中归来，发现自己的办公区已经让别人改装成了碧绿丘陵地带的风格；IGN的利维·布坎南（Levi Buchanan）对此断言“人人都想回归这游戏世界”，Kotaku的欧文·古德（Owen Good）感叹“我也要去碧绿丘陵地带工作！”卡尔·安卡在Sabotage Times刊文表示初代的音乐在所有电子游戏中表现最佳，极大程度上得益于本关的音乐。
评论者常将碧绿丘陵地带与续作的关卡相比较，其中对首关的比较最多。图里比较后认为《索尼克2》的翡翠山地带（Emerald Hill）、《索尼克与纳鲁克斯》的蘑菇山地带（Mushroom Hill）和《索尼克英雄》的海边小山地带（Seaside Hill）同碧绿丘陵地带大体一致，指出“游戏制作者事先在碧绿丘陵地带玩了很多很多次”，指责游戏关卡设计的重复性；但同时认为《索尼克大冒险》中的碧绿丘陵地带无论是2D还是3D版都可以“打败上述的关卡”。Nintendo World Report的贾斯廷·贝克（Justin Baker）和《官方任天堂杂志》的乔·斯克拉夫斯（Joe Skrebels）均将碧绿丘陵地带和《索尼克失落世界》的风岭地带（Windy Hill）进行对比，同时克里斯·卡特（Chris Carter）发现风岭地带和《失落世界》中带有塞尔达传说风格的追加关卡类似。至此之后，玩家开始对将碧绿丘陵地带纳入为游戏关卡的想法展开争论，他们认为世嘉把“碧绿丘陵地带”作为游戏关卡已让玩家颇感厌烦。

### 影响和纪念

《索尼克世代》中3D（“现代”）版的碧绿丘陵地带

碧绿丘陵地带已经成为电子游戏界经典又知名的关卡。Polygon的萨米·萨卡尔（Samit Sarkar）、吉姆·絲特琳（Jim Sterling）以及Destructoid的克里斯·卡特称之为“经典”。斯克拉夫斯则认为它“令人怀旧”，Joystiq的克里斯托弗·格兰特（Christopher Grant）认为碧绿丘陵地带“在怀旧游戏的神庙中央”占有一席之地。凯文指出本关的知名度能达到“就算你家没有Genesis，也肯定是你和你父母去百货大楼购物时所玩的那个”。《电脑与电子游戏》的安迪·凯利（Andy Kelly）称本关音乐是“怀念世嘉的不朽一曲”。GamesRadar的贾斯廷·托维尔（Justin Towell）也将本关奉为经典。安卡总结称“凭借在流行音乐领域中极富辨识力的一曲，初代的碧绿丘陵地带足以为大众所铭记。”
2006年，为纪念索尼克诞生15周年，世嘉于官网上传了碧绿丘陵地带的PDF版卡片模型。2011年，正值新作《索尼克世代》发行，世嘉趁势举办了一场竞速比赛，鼓励玩家录制该作3D版碧绿丘陵地带的过关视频，如玩家在1分50秒之内成功过关并将视频上传至YouTube，即可获得索尼克的相关商品。